# سيروس دينمحمدي
سيروس دينمحمدي (مواليد 2 يوليو 1970 في تبريز) هو لاعب كرة قدم إيراني دولي سابق كان يلعب كلاعب وسط. مثّل منتخب إيران لكرة القدم في كأس العالم 1998.

## روابط خارجية
- سيروس دينمحمدي على موقع الاتحاد الدولي (مؤرشف)  (الإنجليزية)
- سيروس دينمحمدي على موقع قاعدة بيانات كرة القدم.إي يو (الإنجليزية)
- سيروس دينمحمدي على موقع ناشيونال فوتبول تيمز (الإنجليزية)